# Андреосси, Антуан Франсуа
Антуан Франсуа Андреосси (фр. Antoine François Andréossy, 1761—1828) — французский генерал эпохи Наполеоновских войн, учёный и дипломат.

## Биография
Родился 6 марта 1761 года в Кастельнодари, и был правнуком Франсуа Андреосси, который, вместе с Пьером-Полем Рике, строил Лангедокский канал.
Образование получил в военной школе в Меце, из которой был выпущен в 1781 году в артиллерию лейтенантом.
В 1787 году Андреосси принимал участие в походе в Голландию, где попал в плен, из которого скоро был отпущен. 15 мая 1788 года произведён в капитаны.
В 1794 году Андреосси состоял в Рейнской армии, но в октябре того же года перешёл в Итальянскую армию. В Итальянской кампании он отличался несколько раз и уже 27 марта 1795 года получает в командование артиллерийский батальон. Отличившись в Альпийском походе, он 6 декабря 1796 года назначается командиром бригады, во главе которой с блеском сражается при Тальяменто.
Произведённый 16 апреля 1798 года в бригадные генералы Андреосси сопровождал Бонапарта в Египетском походе, где заведовал понтонными парками; отличился в сражении у Пирамид.
В Египте Андреосси вошёл в число членов учрежденного в Каире института и особенно проявил свои научные способности при исследовании озера Манзала.
Возвратившись с Бонапартом во Францию, он способствовал успеху переворота 18 брюмера, был произведён в дивизионные генералы, и в августе 1800 года назначен комендантом в Майнц и затем начальником штаба Батавской армии, сражался в Голландии.
После Амьенского мира Андреосси был назначен посланником в Лондон. С ноября 1806 года он был посланником в Вене и наконец с 28 мая 1812 года — в Константинополе, где прославился не только обширной деятельностью на пользу Франции, но и научными исследованиями. 14 августа 1809 года Андреосси был награждён орденом Почётного легиона.
По восстановлении Бурбонов, он был отозван, a по прибытии Наполеона с острова Эльбы, явился опять на военном поприще. После сражения при Ватерлоо он находился в числе комиссаров, посланных на встречу союзным войскам, которые, однако, не были допущены в главную квартиру Блюхера.
В 1824 году Андреосси был избран членом Французской Академии наук.
Андреосси умер в Монтобане 10 сентября 1828 года. Впоследствии его имя было выбито на Триумфальной арке в Париже.

## Наиболее значимые работы
В числе его сочинений наиболее заметны результаты его исследований в Египте, составляющие часть его воспоминаний «Mémoires sur l’Epypte», а также «Mémoires sur l’irruption du Pont-Euxin dans la Méditerranée», «Mémoires sur le système des caux qui abreuvent Constantinople» и «Constantinople et le Bospore de Thrace pendant les années 1812—14 et pendant l’anée 1826». Часть последнего сочинения переведена на русский язык под заглавием «Общие рассуждения о физической географии графа Андреосси» (перевёл с французского языка генерал-майор Хатов. СПб., 1822)

## Семья
15 сентября 1810 года Антуан Франсуа Андреосси женился на Мари Флоримонде Стефани де Фа, дочери маркиза Чарльза Сесара де Фа. В браке у них был один сын — Этьен Огюст, который, после смерти отца, подавал надежды стать значимым офицером французской армии. Однако он умер в результате несчастного случая на лошади в 1835 году, не состоящим в браке. Вдовствующая графиня Стефани умерла 21 февраля 1868 года в Верхней Гаронне.